# 言葉の力
『言葉の力』（ことばのちから、原題：Puissance de la parole）は、1988年製作、ジャン＝リュック・ゴダール監督の短篇映画である。

## 概要
本作は、1988年1月1日に電信電話総局を民営化したフランステレコムからの要請で、ゴダールが製作・監督した。
エドガー・アラン・ポーの短篇小説『言葉の力』（1895年）、ジェームズ・M・ケインの小説『郵便配達は二度ベルを鳴らす』（1934年）、およびシャルル・ボードレールの詩を引用し、ゴダールが脚本を作成した。

## スタッフ・データ
- 監督・脚本・編集：ジャン＝リュック・ゴダール
- 原案：エドガー・アラン・ポー『言葉の力』（1895年）、ジェームズ・M・ケイン『郵便配達は二度ベルを鳴らす』（1934年）、シャルル・ボードレール
- 撮影：カロリーヌ・シャンプティエ
- 衣裳：ロランス・ガンドレ
- 録音：フランソワ・ミュジー、ピエール＝アラン・ベス、マルク＝アントワーヌ・ベルダン

## キャスト
- ジャン・ブイーズ
- ロランス・コート
- ジャン＝ミシェル・イリバラン
- リディア・アンドレイ

## 関連事項
- ジャン＝リュック・ゴダール監督作品一覧

## 関連書籍
- エドガー・アラン・ポー『ポオのSF 2』（『言葉の力』収録）、八木敏雄訳、講談社文庫、1980年
- ジェームズ・M・ケイン『郵便配達は二度ベルを鳴らす』、田中西二郎訳、新潮文庫、1963年 ISBN 4102142010